# Carl August von Gersdorff

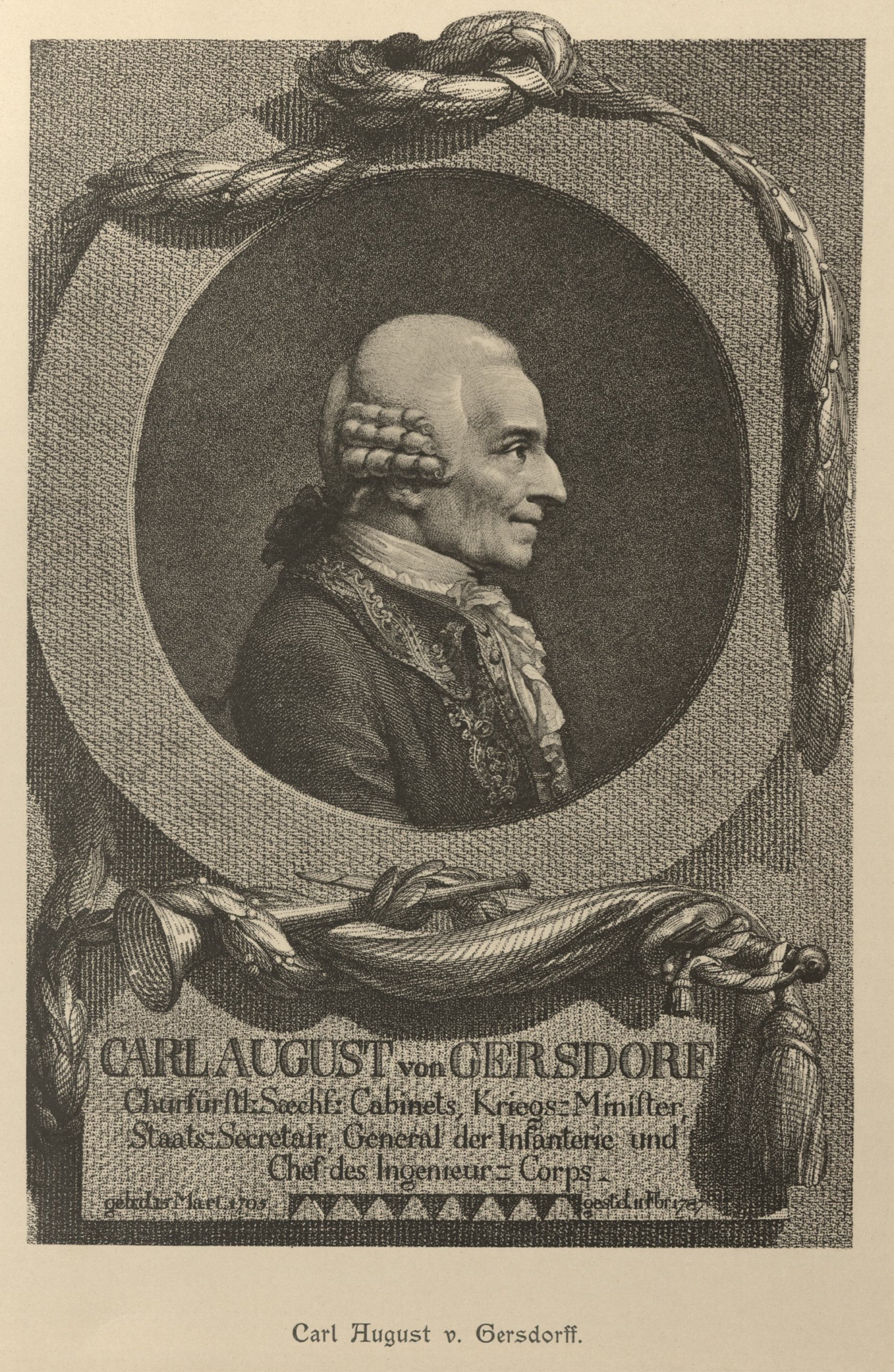
Carl August von Gersdorff (1705–1787)

Carl August von Gersdorff, normiert auch Karl August von Gersdorff (* 14. März 1705 in Dresden; † 11. Februar 1787 ebenda), war ein kurfürstlich-sächsischer Kabinetts- und Kriegsminister, General der Infanterie und Chef des Ingenieurkorps.

## Leben und Werk
Er stammte aus der Adelsfamilie von Gersdorff. Seine Eltern waren Christoph Ernst von Gersdorf (1667–1736) und dessen Ehefrau Maria Eberhardine, geborene Freiin von Friesen (1677–1717). Seine Brüder waren Heinrich Ernst (1704–1755, Geheimer Rat), Wigand Gottlob (1707–1745, gefallen als Major bei Hohenfriedberg), Christoph Leopold (1710–1777, Oberhofmeister in Hessen-Kassel).
Er trat nach einer akademischen Ausbildung in den Dienst des König-Kurfürsten August des Starken. 1730 war er Hauptmann, 1735 Major, 1741 Oberstleutnant, 1742 Oberst und 1748 Generalmajor. Er erhielt am 8. Februar 1751 die Ernennung zum Generalleutnant und am 21. Dezember 1776 die General der Infanterie. Am 17. August 1763 wurde er Chef des Ingenieurkorps.
Gersdorff heiratete am 8. Februar 1751 Johanne Eleonore von Richthofen († 1769), Witwe des Obersts Karl Ernst von Gersdorf (1689–1745) aus dem Haus Niederrengersdorf. Das Paar hatte keine Kinder, sie brachte aber zwei Stiefkinder mit in die Ehe, darunter Adolf Traugott (1744–1807), der Henriette von Metzrad (um 1740–1820) heiratete.

## Schriften
- Allgemeine und besondere Anmerkungen vom einheimischen und fremden Handel. 1775.